# Chironomus nigritus
Chironomus nigritus är en tvåvingeart som först beskrevs av Jean-Jacques Kieffer 1906.  Chironomus nigritus ingår i släktet Chironomus och familjen fjädermyggor. Inga underarter finns listade i Catalogue of Life.